# Andra internationalen

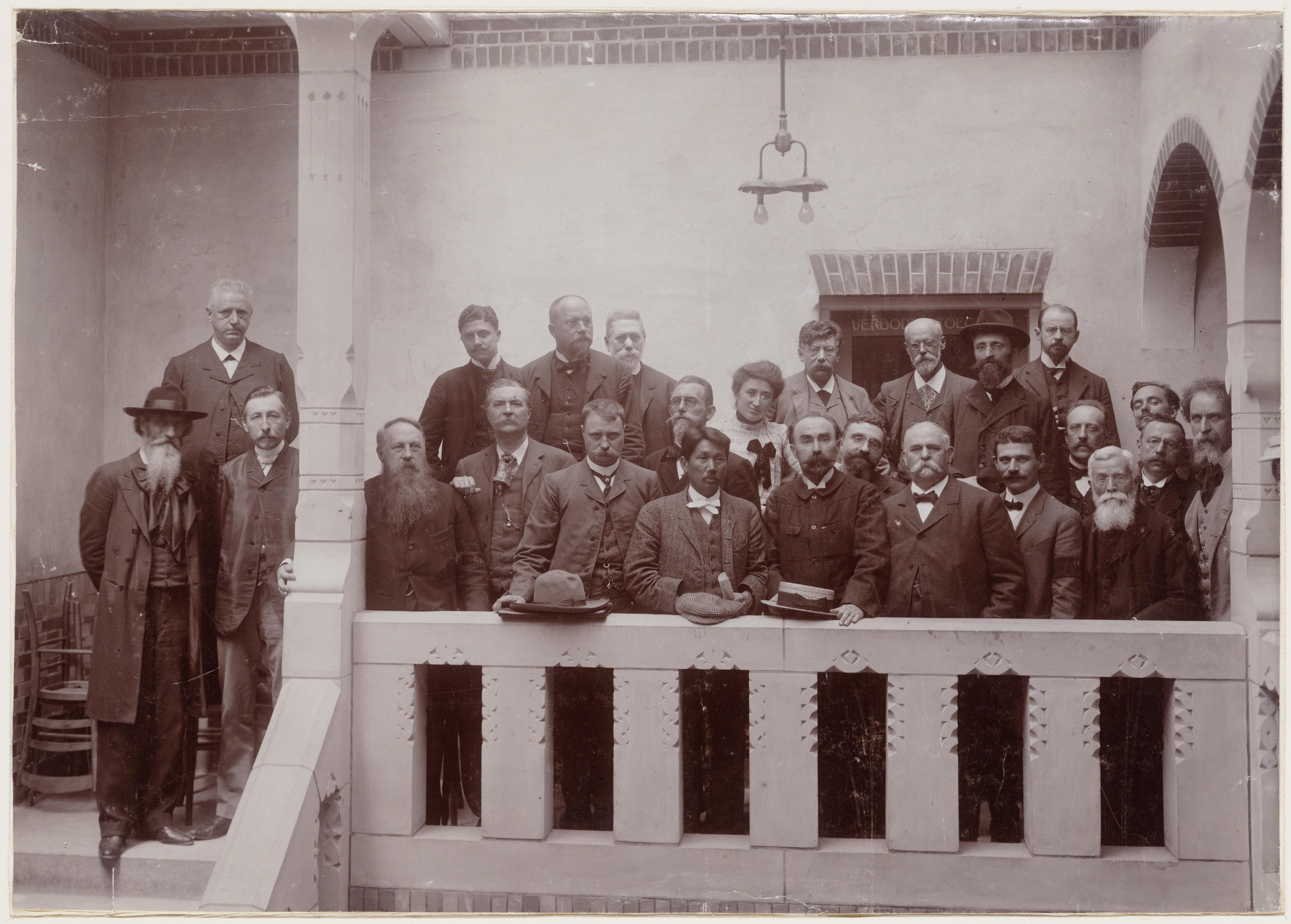
Delegater vid Andra internationalens sjätte kongress, i Amsterdam 1904.

Andra internationalen, från början även känd som Nya internationalen var en socialistisk organisation som bildades 1889 vid en kongress i Paris. Organisationen samlade socialistiska och socialdemokratiska partier i Europa, Nord- och Sydamerika, samt Japan. Grundandet av Andra internationalen inspirerades av den föregående Internationella arbetarassociationen (1864-1876), som i efterhand kom att bli känd som Första internationalen.
Medan den första internationalen hade bestått av olika revolutionära grupper i mindre skala, så blev Andra internationalen genombrottet för de socialdemokratiska och socialistiska partier som kunde samla folkligt stöd på en betydligt bredare front. Internationalen anordnade ett antal kongresser som möttes i olika städer med olika intervaller, där det vanligen gick några år mellan varje kongress. De tidiga kongresserna i Bryssel 1891, Zürich 1893 och London 1896, fungerade som konferenser där olika politiska erfarenheter utbyttes mellan medlemmarna och man diskuterade strategiska och taktiska frågor. Vid kongressen i London 1896 antogs en resolution som förklarade att internationalen välkomnade de medlemmar som ville ersätta den kapitalistiska ekonomin med en socialistisk sådan och som ansåg att juridiskt och parlamentariskt agerande var en nödvändig del i att uppnå det socialistiska målet. Resolutionen innebar att antiparlamentaristiska anarkister uteslöts från internationalen.
Medlemmarna utgjordes av nationella partier och fackföreningar, samtidigt som organisationen tog formen av ett löst förbund snarare än en centraliserad organisation för socialister. Först år 1900 bildades den internationella socialistbyrån, som blev Andra internationalens verkställande organ. Byråns högkvarter låg i Bryssel, där internationalens andra kongress hade hållits 1891.

Vid den här tiden var de socialdemokratiska partiorganisationerna revolutionära; de innefattade då även de partier som – efter utbrottet av första världskriget 1914 och de ställningstaganden som Andra internationalens partier då gjorde till förmån för "sina" länders krigsinsatser – skulle bryta sig ut och så småningom börja kalla sig kommunister. Till skillnad från i Första internationalen ingick inte syndikalistiska och anarkistiska organisationer.
Socialistinternationalen har sina rötter i den Andra internationalen. Vid den socialistiska rörelsens splittring i en revolutionär och en reformistisk del upplöstes Andra internationalen 1916, för att återbildas 1923 (som Socialistiska arbetarinternationalen). Denna existerade fram till 1940 (formellt till 1947) och efterträddes vid kongressen 1951 i Frankfurt am Main av Socialistinternationalen.

## Kongresser
1. 14–19 juli 1889 i Paris
2. 3–7 augusti 1891 i Bryssel
3. 9–13 augusti 1893 i Zürich
4. 26–31 juli 1896 i London
5. 23–27 september 1900 i Paris
6. 14–20 augusti 1904 i Amsterdam
7. 18–24 augusti 1907 i Stuttgart
8. 28 augusti–3 september 1910 i Köpenhamn
9. 24–25 november 1912 i Basel